# Fräkinsaari
Fräkinsaari was een Zweeds eiland; het is inmiddels door een landtong vergroeid met het vasteland. Het heeft nog wel de vorm van een eiland. Het eiland is 2,5 kilometer lang, de verbinding slechts 500 meter. De breedte is nauwelijks 500 meter. Het eiland ligt in de Torne, die hier de grens vormt tussen Zweden en Finland. Het ligt ter hoogte van Kukkola (Zweden) en Kukkola (Finland).